# Nacionalna zdravstvena služba
Nacionalna zdravstvena služba je „permanentan i širom jedne zemlje raspoređen sistem uspostavljenih institucija koje imaju višestruke ciljeve, među kojima su zadovoljavanje različitih zahteva i potreba stanovništva kao i obezbeđenje zdravstvene zaštite za pojedinca i zajednicu”. Glavni zadatak zdravstvene službe je da pruža širok spektar kako preventivnih tako i kurativnih usluga.

## Institucije zdravstvene službe
U institucije zdravstvene službe spadaju: vanbolničke i bolničke ustanove, zavodi za javno zdravlje, apoteke, klinički centri, zavod za transfuziju krvi, instituti, 

### Vanbolničke ustanove
Ove ustanove pružaju usluge kod urgentnih, po život opasnih stanja, kod akutnih bolesti koje traže hitnu intervenciju kao i kod hroničnih stanja, gde je potrebno praćenje i kontrola.
U ovoj oblasti postoji širok dijapazon organizacionih oblika vanbolničkezaštite u svetu. Njihov razvoj je rezultat zahteva da se rasterete bolnice i ostvari lečenje u jeftinijim uslovima. 
Ambulantno poliklinička odeljenja bolnica bile su prve vanbolničke institucije koje su opisane i koje su se zadrzale i do danas.

### Bolnica
Generalno, ne postoji precizna definicija bolnice, već se bolnica označava u načelu kao ustanova koje služe za smeštaj, negu i lečenje bolesnika. Preciznije, Komitet eksperata SZO je šezdesetih godina predložio ovu definiciju bolnice: 
Bolnica je stacionarna ustanova koja obezbeđuje kratkotrajnu i dugotrajnu medicinsku zaštitu sastavljenu od posmatranja, dijagnostičkih, terapijskih i rehabilitacionih usluga pruženih osobama koje pate, ili se sumnja da pate, od nekog oboljenja ili povrede, kao i usluga pruženih porodiljama i njihovoj novorodjenčadi.  Bolnice mogu, ali ne moraju obezbeđivati i ambulantne usluge svojim pacijentima.

### Apoteka
Apoteka je zdravstvena ustanova u kojoj se obezbeđuje snabdevanje stanovništva i zdravstvenog sistema lekovima i drugim lekovitim sredstvima, vrši priprema magistralnih lekova i galenskih preparata, kao i informisanje stanovništva o njihovoj pravilnoj upotrebi.

### Zavod za javno zdravlje
Je zdravstvena ustanova koja se osniva za teritoriju više opština, odnosno grada, kao i za teritoriju Republike, u skladu sa Planom mreže. Njegova osnovna uloga u  javnom zdravlju, podrazumeva:
- ostvarivanje javnog interesa stvaranjem uslova za očuvanje zdravlja stanovništva putem organizovanih sveobuhvatnih aktivnosti društva usmerenih na očuvanje fizičkog i psihičkog zdravlja, o
- očuvanje životne sredine, kao i
- sprečavanje nastanka faktora rizika za nastanak bolesti i povreda.

Sve ove aktivnosti se ostvaruje primenom zdravstvenih tehnologija i merama namenjenih promociji zdravlja, prevenciji bolesti i poboljšanju kvaliteta života.

### Zavod za transfuziju krvi
Je zdravstvena ustanova koja obavlja poslove prikupljanja krvi i krvne plazme za preradu, testiranje krvi, obezbeđivanje potreba za krvnim derivatima i lekovima proizvedenim od krvi, distribuciju krvnih derivata, dijagnostička ispitivanja, terapijske postupke, kontrolu i nadzor transfuziološkog lečenja, prikupljanje matičnih ćelija, tipizaciju tkiva, konsultacije u kliničkoj medicini, kao i promociju i organizaciju dobrovoljnog davalaštva krvi. 
Ovaj Zavod može se osnovati samo u sedištu univerziteta koji u svom sastavu ima fakultet zdravstvene struke. 
Snabdevanje krvlju i krvnim derivatima obezbeđuju zavodi za transfuziju krvi i službe za transfuziju krvi pri stacionarnim zdravstvenim ustanovama,  i u saradnji sa Crvenim krstom podstiče i organizuje aktivnosti na omasovljavanju dobrovoljnog davalaštva krvi, sprovođenju programa prikupljanja krvi, kao i planiranje potreba u lekovima proizvedenim iz krvi.

### Kliničko-bolnički centar
Kliničko - bolnički centar je zdravstvena ustanova koja obavlja visokospecijalizovanu specijalističko konsultativnu i stacionarnu zdravstvenu delatnost na tercijarnom nivou iz jedne ili više grana medicine.
Pored uslova predviđenih za opštu bolnicu, kliničko-bolnički centar u granama medicine iz kojih obavlja visokospecijalizovanu zdravstvenu delatnost mora ispunjavati i uslove predviđene za kliniku.
Kliničko-bolnički centar se može osnovati samo u sedištu univerziteta koji u svom sastavu ima fakultet zdravstvene struke. Kliničko-bolnički centar u državnoj svojini u čijem sedištu ne postoji opšta bolnica obavlja za teritoriju za koju je osnovan i odgovarajuću delatnost opšte bolnice.

### Institut
Institut je zdravstvena ustanova koja obavlja visokospecijalizovanu specijalističko-konsultativnu i stacionarnu zdravstvenu delatnost, ili samo visokospecijalizovanu specijalističko-konsultativnu zdravstvenu delatnost iz jedne ili više grana medicine ili stomatologije.
Institut pored obavljanja obrazovnu i naučnoistraživačku delatnost, u skladu sa zakonom neke zemlje, obavlja i zdravstvene delatnosti. 
Institut mora ispuniti i uslove koji su propisani zakonom kojim se uređuje oblast naučnoistraživačke delatnosti, i zato se može osnovati samo u sedištu univerziteta koji u svom sastavu ima fakultet zdravstvene struke. 
Institut u državnoj svojin,i u čijem sedištu ne postoji opšta bolnica, obavlja za građane sa te teritorije i odgovarajuću delatnost opšte bolnice.

## Literatura
- Pravilnik o uslovima i načinu unutrašnje organizacije zdravstvenih ustanova („Službeni glasnik RS“ br. 43/06),
- Pravilnik o bližim uslovima za obavljanje zdravstvene delatnosti u zdravstvenim ustanovama i drugim oblicima zdravstvene službe („Službeni glasnik RS“ br. 43/06),
- Uredba o Planu mreže zdravstvenih ustanova („Službeni glasnik RS“ br. 42/06),
- Pravilnik o sadržaju i obimu prava na zdravstvenu zaštitu iz obaveznog zdravstvenog osiguranja i participaciji za 2008. godinu („Službeni glasnik RS“ br. 14/08).

## Spoljašnje veze
|  | Molimo Vas, obratite pažnju na važno upozorenje u vezi sa temama iz oblasti medicine (zdravlja). |